# Monroe, Quận Adams, Wisconsin
Monroe là một thị trấn thuộc quận Adams, tiểu bang Wisconsin, Hoa Kỳ. Năm 2010, dân số của thị trấn này là 396 người.